# Endériz
Endériz es un concejo y localidad española del municipio de Oláibar, perteneciente a la Comunidad Foral de Navarra.

## Toponimia
El lugar es conocido como Enderitz en euskera.

## Geografía
La localidad está situada en la merindad de Pamplona, en la comarca de Ultzamaldea, a 13,1 kilómetros de la capital de la Comunidad Foral de Navarra, Pamplona.

## Historia
Hacia mediados del siglo XIX, el lugar, ya por entonces perteneciente a Oláibar, tenía contabilizada una población de 70 habitantes. Aparece descrito en el séptimo volumen del Diccionario geográfico-estadístico-histórico de España y sus posesiones de Ultramar de Pascual Madoz con las siguientes palabras:

ENDERIZ: l. del valle y ayunt. de Olaibar, en la prov. y c. g. de Navarra, part. jud., aud. terr. y dióc. de Pamplona (2 leg.), arcip. de Anué. sit. en un barranco ó canal dominado por 2 sierras al N. y S.: clima sano, bastante húmedo y algo frio; los vientos reinantes E. y NE.: tiene 16 casas, igl. parr. (San Nicolás de Bari), servida por un vicario, cementerio y una fuente de buenas aguas. El terreno se estiende 1/2 hora de N. á S. y lo mismo de E. á O., y confina N. Olaiz; E. Anoz; S. Sorauren, y O. Olabe. El terreno es de mediana calidad; pero los naturales lo hacen bastante productivo; por la izq. del E. pasa un r. que llaman Mediano, atravesando todo el valle: en las faldas de los montes hay buenos pastos para ganado lanar. caminos: uno principal que dirige á Pamplona y otro carretil de montaña. El correo se recibe de la cap. por el baligero del valle, 3 veces á la semana. prod.: maiz, trigo, patatas, legumbres y otros menuzales: cria gando lanar, vacuno y de cerda. pobl.: 16 vec., 70 alm. contr. y demas (V. el art. del valle.)
(Madoz, 1847, p. 481)

En 2023, la entidad singular de población tenía empadronados 138 habitantes y el núcleo de población, 133.

## Patrimonio

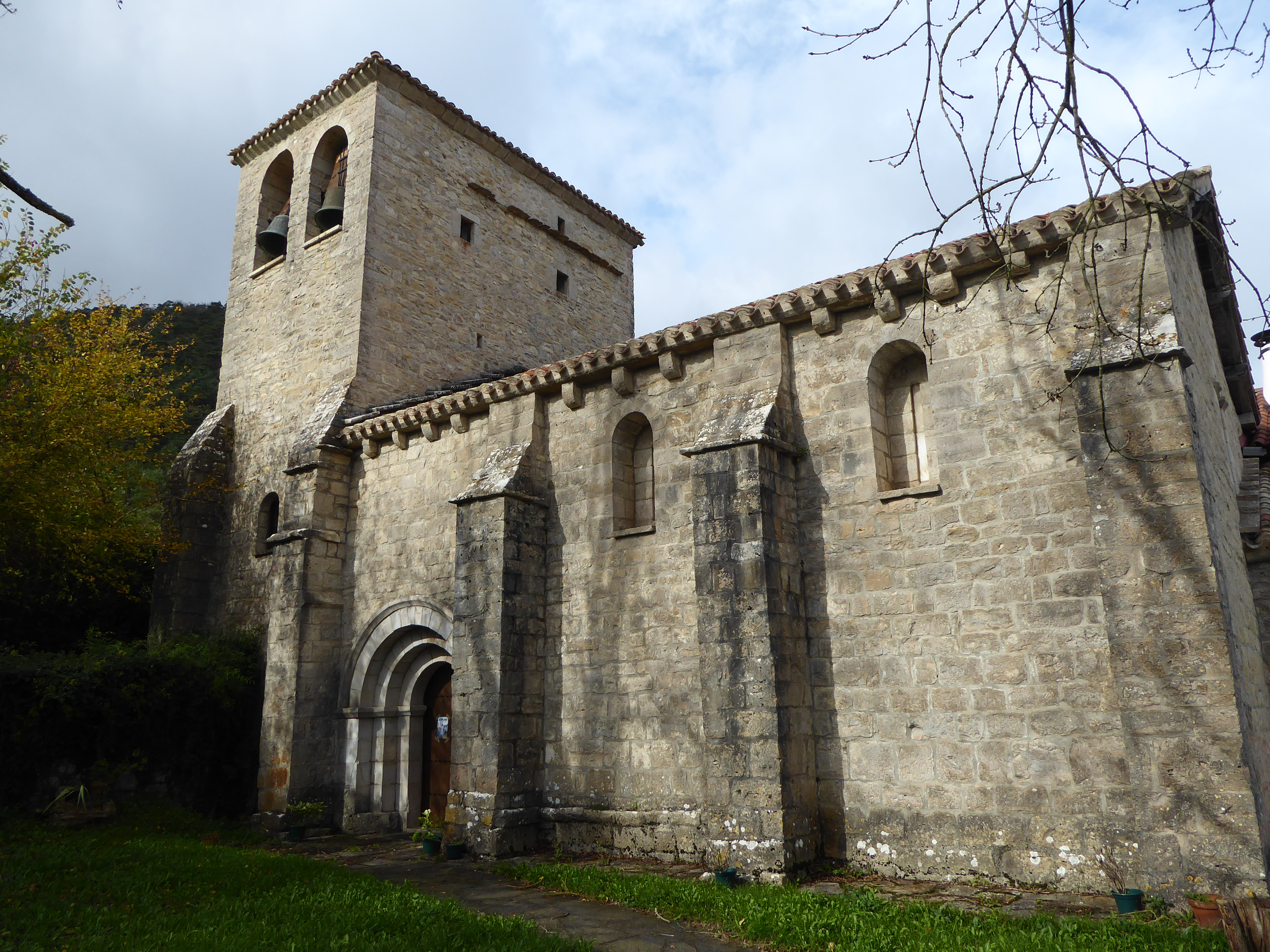
La iglesia de San Nicolás

Hay en la localidad una iglesia de San Nicolás.